# XXXIV. Armeekorps (Wehrmacht)
Das XXXIV. (34.) Armeekorps war ein Großverband der deutschen Wehrmacht, das während des Zweiten Weltkrieges zweimal gebildet wurde. Von 1939 bis Anfang 1942 existierte ein Höheres Kommando an der mittleren Ostfront, nach dessen Auflösung wurde Mitte November 1944 in Serbien ein reguläres XXXIV. Armeekorps aufgestellt, das zu Kriegsende in Kroatien kapitulierte.

## Geschichte

### Aufstellung
Am 26. August 1939 wurde im Wehrkreis III die Grenzschutz-Abschnitts 12 gebildet, sie bestand aus der durch die Grenzkommandantur Küstrin mit den Grenzwacht-Abschnitten 3, 13 und 23. Die bei Mobilmachung aufgerufenen Einheiten wurden nach Beendigung des Angriffskrieg gegen Polen im Herbst 1939 wieder aufgelöst. Aus dem Grenzschutz-Abschnittkommando 12 wurde am 23. Oktober 1939 im Abschnitt der 4. Armee in Polen das Höhere Kommando z.b.V. XXXIV. gebildet.

### Höheres Kommando z.b.V. XXXIV.
Dem Höheren Kommando XXXIV. waren in Ober Ost im Januar 1940 die 231. und die 239. Infanterie-Division unterstellt. Im Juli / August 1940 unterstand das Kommando der 18. Armee, dann ab September der 12. Armee und wurde bis 22. April 1941 im Rahmen der Heeresgruppe B zur Sicherung des Generalgouvernement eingesetzt. Ende Dezember 1940 unterstanden dem Höheren Kommando XXXIV. die 68. und 257. Infanterie-Division. Anfang 1941 wurde die 12. Armee in das AOK 17 umbenannt. Ab 22. April 1941 im Bereich der Heeresgruppe A stehend, waren dem Korps die 68., 71., 262. und 257. Infanterie-Division zugeteilt. 
Das Kommando wechselte dann im zweiten Halbjahr 1941 nach dem Beginn der Operation Barbarossa an die sich bildende mittlere Ostfront. Ende Juni 1941 wurde das Generalkommando der Heeresgruppe Süd als Reserve zur Verfügung gestellt und wurde von August bis September im Verband der 6. Armee in der Kesselschlacht von Kiew eingesetzt. Das Kommando hielt dabei mit der 132. und 294. Infanterie-Division die Verteidigung südlich des Befestigungsbezirkes von Kiew entlang des südlichen Dnjepr-Ufers zwischen Rschischtschew und Kanew aufrecht. 
Für die Operation Taifun wurde das Korps an den rechten Flügel der Heeresgruppe Mitte verschoben. Seit 29. September im Verband der Panzergruppe 2 eingesetzt, waren die Truppen bis Mitte Oktober 1941 an den Kämpfen an der Nerussa, an der südlichen Front des Kessels von Brjansk beteiligt und wurde dann ab 25. Oktober der auf die Linie Jefremow-Liwny-Kursk vorgehenden 2. Armee zugeteilt.
Bei der Jelezer Operation (6. bis 16. Dezember 1941) wurde die 45. und 134. Infanterie-Division von Truppen der sowjetischen 13. Armee (Generalmajor A. M. Gorodnjanski) abgeschnitten und musste sich den Durchbruch nach Westen erkämpfen. Die Frontlinie gegenüber der Südwestfront stabilisierte sich erst am 17. Dezember 1941 zwischen Orjol und Kursk, nachdem man fast 100 km nach Westen zurückweichen musste. Das Höhere Kommando hatte fast 12.000 Mann verloren und wurde nach der Ablösung durch den Stab des an diesen Abschnitt kommenden LV. Armeekorps (General der Infanterie Erwin Vierow) am 31. Januar 1942 aufgelöst, die restlichen Truppen wurden dem bisher am linken Flügel eingesetzten XXXV. Armeekorps (General der Artillerie Rudolf Kämpfe) übertragen.

### XXXIV. Armeekorps
Am 13. November 1944 wurde am Balkan das XXXIV. Armeekorps aus Teilen des bisherigen Festungskommando Kreta (Generalleutnant Friedrich-Wilhelm Müller) gebildet. Das Korps führte sofort schwere Abwehrkämpfe im Raum Kraljevo und erkämpfte sich über Čačak und Srebrenica den Rückzug nach Kroatien. 
Gliederung am 26. November 1944
- 7. SS-Gebirgs-Division
- 104. Jäger-Division
- 11. Luftwaffen-Felddivision

Das Korps etablierte sich ab November 1944 rund um Vukovar und hielt bis Mitte April 1945 in Syrmien die Front gegen die Rote Armee zwischen Donau und Save. 
Gliederung am 10. März 1945
- 22. Volks-Grenadier-Division
- Festungs-Brigade 963
- 7. SS-Gebirgs-Division
- 41. Infanterie-Division
- 117. Jäger-Division

Am 12. April 1945 durchbrach die jugoslawische 1. Armee die Verteidigung des XXXIV. Korps in Syrmien und eroberte die Städte Vukovar und Vinkovci. Im letzten Kriegsmonat gingen Županja und schließlich auch Zagreb verloren. 

## Führung
Kommandierende Generale
- General der Infanterie Hermann Metz, 23. Oktober 1939 – 1. September 1941
- Generalleutnant Ferdinand Schaal, 1. September 1941 – 13. September 1941 m.st.F.b.
- General der Infanterie Hermann Metz, 13. September 1941 – 23. Dezember 1941
- General der Infanterie Alfred Wäger, 23. Dezember 1941 – 31. Januar 1942
- General der Infanterie Friedrich-Wilhelm Müller, 13. November 1944 – 8. Dezember 1944
- General der Flieger Hellmuth Felmy 8. Dezember 1944 – Mai 1945